# Tipula fraudulenta
Tipula fraudulenta är en tvåvingeart som beskrevs av Alexander 1928. Tipula fraudulenta ingår i släktet Tipula och familjen storharkrankar.
Artens utbredningsområde är Ecuador. Inga underarter finns listade i Catalogue of Life.